# Centralny Poligon Sił Powietrznych
Centralny Poligon Sił Powietrznych (znany też pod nazwą Poligon Ustka-Wicko Morskie) – poligon położony nad brzegiem Morza Bałtyckiego między Ustką a Jarosławcem, nad jeziorem Wicko, o powierzchni ok. 4000 ha. Niegdyś odgrodzony od reszty lądu płotem i innymi zabezpieczeniami, obecnie pilnowany doraźnie (posterunki na drogach wjazdowych). Zamykany szczelnie dla postronnych tylko w czasie ćwiczeń. Na terenie poligonu znajduje się wieś Wicko Morskie wraz z nieczynnym lotniskiem Wicko Morskie.

## Nazwy poligonu
- 1946 – Ośrodek Szkolenia Poligonowego Wojsk OPL;
- 1952 – Ośrodek Szkolenia Poligonowego Artylerii Przeciwlotniczej;
- 1954 – Centralny Poligon Artylerii Przeciwlotniczej;
- 1961 – Filia Centrum Szkolenia Wojsk Lądowych w Ustce;
- 1966 – Obóz Ćwiczeń i Poligon Artylerii Przeciwlotniczej;
- 1970 – Ośrodek Szkolenia Poligonowego Artylerii i Wojsk Obrony P/Lot;
- 1981 – Ośrodek Szkolenia Poligonowego Wojsk Obrony Przeciwlotniczej;
- 2003 – Centralny Poligon Wojsk Lotniczych i Obrony Powietrznej;
- 2004 – Centralny Poligon Sił Powietrznych.

## Dowódcy
- ppłk Kazimierz Jackowski, 1946 – 1946;
- por. Leon Pilczuk, 1946 – 1946;
- ppłk Aleksander Iliaszewicz, 1946 – 1947;
- por. Leon Pilczuk, 1947 – 1957;
- mjr Tadeusz Ożga, 1957 – 1959;
- mjr Witold Pawulski, 1959 – 1961;
- ppłk Władysław Kordas, 1961 – 1966;
- płk Stanisław Pałka, 1966 – 1968;
- płk Władysław Owsiany, 1968 – 1990;
- płk dr Jan Olech, 1990 – 2004;
- płk dypl. Ryszard Marcinkowski, 2004 – 2007;
- płk dypl. inż. Andrzej Witek, 11.10.2007 – 30.05.2014;
- płk Bogusław Atalski, 2015 – 2018.
- płk  Stefan Świdurski 2018 -

## Tradycje
- decyzją Nr 10/MON Ministra Obrony Narodowej z dnia 8 stycznia 2007 ustanowiono święto jednostki na dzień 1 września[1]
- decyzją Nr 93/MON Ministra Obrony Narodowej z dnia 23 lutego 2007 wprowadzono odznakę pamiątkową[2]
- decyzją Nr 431/MON Ministra Obrony Narodowej z dnia 30 października 2015 wprowadzono oznakę rozpoznawczą[3]
- decyzją Nr 65/MON Ministra Obrony Narodowej z dnia 13 maja 2022 wprowadzono nową odznakę pamiątkową[4]

Insygnia
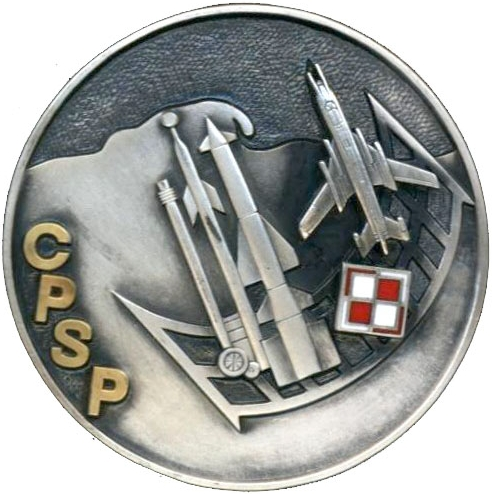
Odznaka pamiątkowa (wzór 2007)
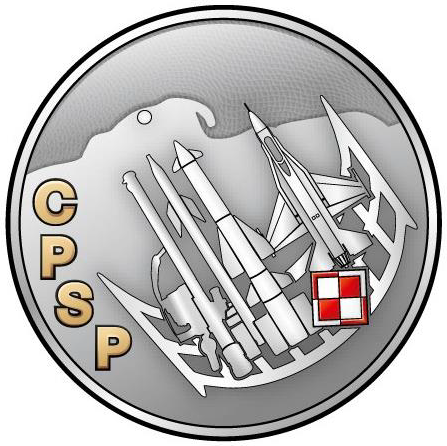
Odznaka pamiątkowa (wzór 2022)
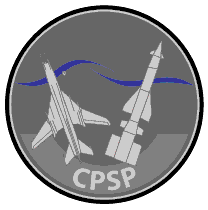
Oznaka rozpoznawcza na mundur wyjściowy
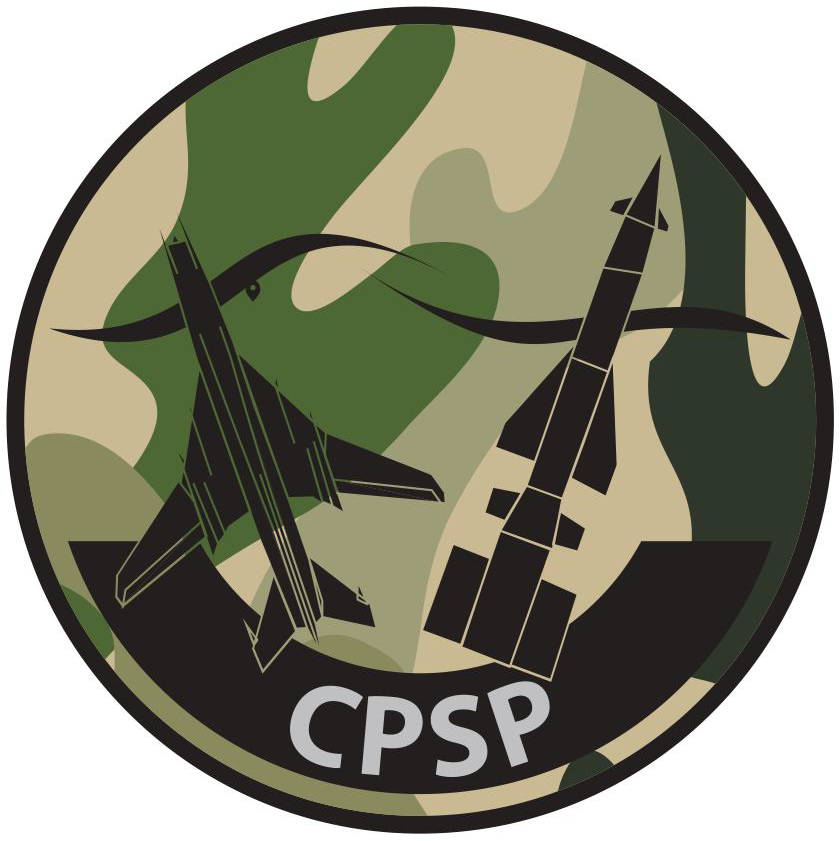
Oznaka rozpoznawcza na mundur polowy